# Leif Eriksen (calciatore 1909)
Leif Eriksen (4 giugno 1909 – 3 febbraio 1970) è stato un calciatore norvegese, di ruolo centrocampista.

## Carriera

### Club
Eriksen giocò con la maglia del Brann.

### Nazionale
Conta una presenza per la Norvegia. Il 31 maggio 1935, infatti, fu schierato in campo nella sfida vinta per 2-0 contro l'Ungheria.